# 国立病院機構都城医療センター
独立行政法人国立病院機構都城医療センター（どくりつぎょうせいほうじんこくりつびょういんきこうみやこのじょういりょうセンター）は、宮崎県都城市にある医療機関。独立行政法人国立病院機構が運営する病院である。旧国立都城病院→独立行政法人国立病院機構都城病院。政策医療分野におけるがん、成育医療の専門医療施設であり、地域がん診療連携拠点病院、地域周産期母子医療センター、エイズ治療拠点病院の指定を受け、地域医療支援病院の承認を受ける。看護学校を併設。

## 沿革

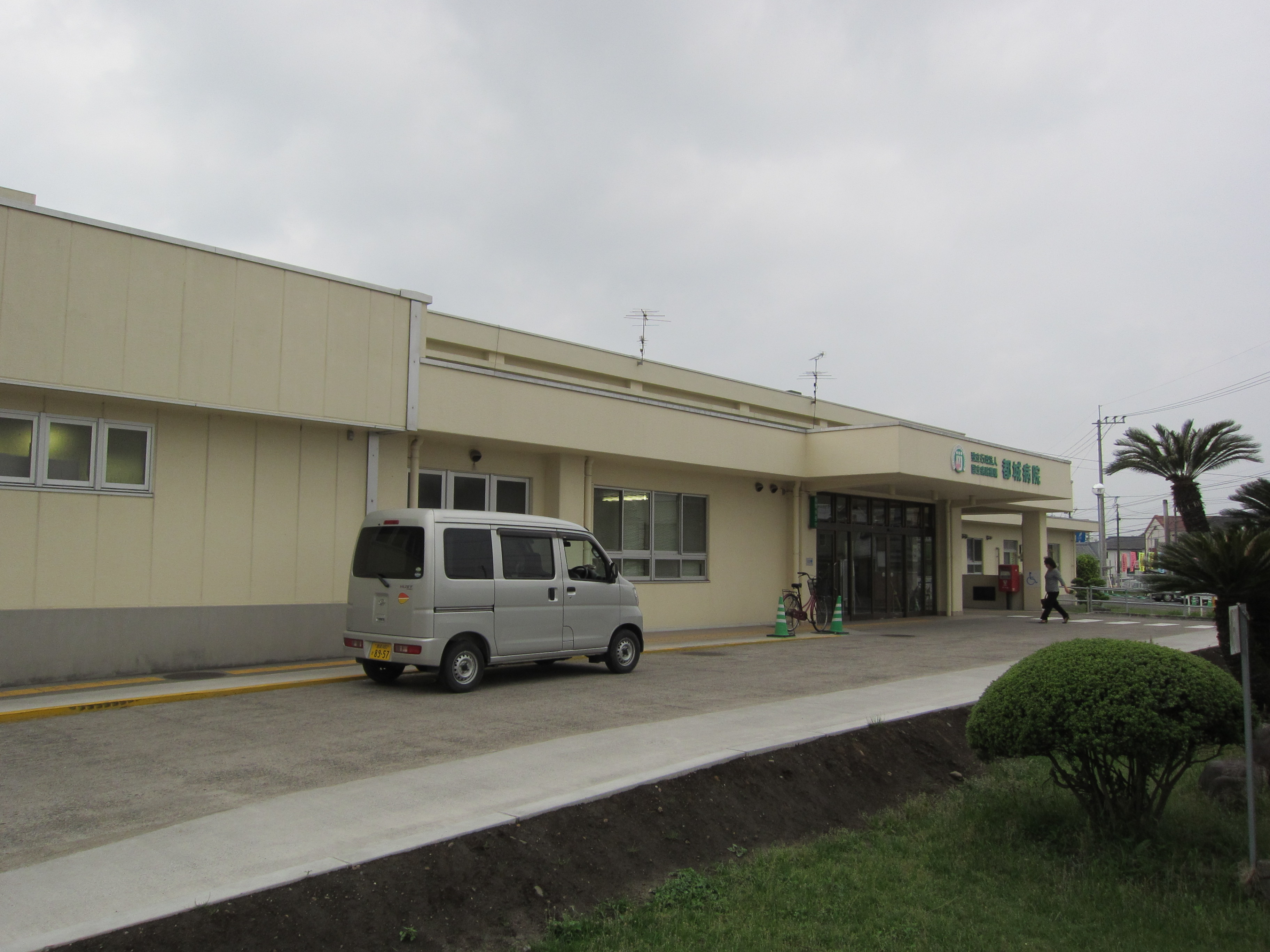
旧外来棟（2011年）

- 1909年11月 - 都城衛戍病院として発足。
- 1945年12月1日 - 厚生省に移管、国立都城病院として発足。
- 2001年1月6日 - 厚生労働省に移管。
- 2004年4月1日 - 独立行政法人に移行、名称を独立行政法人国立病院機構都城病院へ変更。
- 2005年1月17日 - 地域がん診療連携拠点病院の指定を受ける。
- 2008年4月 - 地域周産期母子医療センターの指定を受ける。
- 2008年5月 - 新病棟が完成する。
- 2009年3月 - 地域医療支援病院の承認を受ける。
- 2015年4月 - 現名称に変更。
- 2015年11月 - 現外来棟が完成、利用開始[1]。

## 診療科
- 内科
- 循環器内科
- 呼吸器内科
- 呼吸器外科
- 小児科
- 外科
- 整形外科
- リウマチ科
- 泌尿器科
- 皮膚科
- 産婦人科
- 耳鼻咽喉科
- 放射線科
- 歯科・口腔外科
- 麻酔科
- 母乳外来（助産師外来）
- ストーマ外来

## 医療機関の指定等
- 保険医療機関
- 救急告示医療機関
- 指定自立支援医療機関（更生医療・育成医療・精神通院医療）
- 身体障害者福祉法指定医の配置されている医療機関
- 生活保護法指定医療機関
- 結核指定医療機関
- 指定養育医療機関
- 戦傷病者特別援護法指定医療機関
- 原子爆弾被害者医療指定医療機関
- 原子爆弾被害者一般疾病医療取扱医療機関
- 公害医療機関
- 臨床研修指定病院
- がん診療連携拠点病院
- エイズ治療拠点病院
- 特定疾患治療研究事業委託医療機関
- 小児慢性特定疾患治療研究事業委託医療機関

## 附属施設
- 都城病院附属看護学校

## 交通アクセス
- JR九州日豊本線・吉都線都城駅より宮崎交通バスで国立病院前下車、徒歩1分。